# بيتر جونز (مبشر)
كان بيتر جونز (1 يناير 1802 – 29 يونيو 1856) كاهنًا من أتباع الكنيسة الميثودية ومترجمًا وزعيم قبيلة ومؤلفًا ينحدر من قبيلة الأوجيبوا في مرتفعات بيرلينغتون بكندا العليا. كان اسمه بلغة الأوجيبوا كاكيواكونابي، ما يعني «الريش الخافق [المقدس]». وكان يُدعى في لغة الموهوك ديساغوندينستا، بمعنى «من يجعل الشعب يقف على أقدامه». كانت ثلته من الميسيسوغا في شبابه على وشك الفناء. وبصفته واعظًا وزعيمًا قبائليًا، ونموذجًا يحتذى به وحلقة وصل مع الحكومات، كانت قيادته عونًا لشعبه في التعايش مع الأوروبيين.
نشأ جونز على يد والدته توبنانيكواي، فتربى حسب التقليد الثقافي والديني للميسيسوغا الأوجيبوا حتى سن 14. ذهب بعد ذلك للعيش مع والده أغسطس جونز، ويلزي المولد وموال للإمبراطورية المتحدة. تعلم هناك عادات ولغة المستوطنين المسيحيين البيض في كندا العليا وتعلم كيفية الزراعة. اعتنق جونز المذهب الميثودي في سن 21 بعد حضور مخيم ديني مع أخته غير الشقيقة. أدرك القادة الميثوديون في كندا العليا إمكاناته كجسر يصل بين البيض ومجتمعات الهنود، فجندوه واعظًا. وبصفته واعظًا ثنائي اللغة وثنائي الثقافة، فقد مكّن الميثوديين من تحقيق إنجازات مهمة مع الميسيسوغا والهودينوزوني من الأمم الستة في كندا العليا، عن طريق ترجمة التراتيل ونصوص الكتاب المقدس بلغة الأوجيبوا والموهوك ومن خلال تقديم المواعظ إلى الهنود الذين لا يفهمون اللغة الإنجليزية. وإلى جانب وعظه للهنود في كندا العليا، كان بارعًا في جمع التبرعات للميثوديين الكنديين، وجال في الولايات المتحدة وبريطانيا العظمى لإلقاء العظات والخطب. استقطب جونز جماهيرًا بالآلاف، وامتلأت العديد من المباني التي تحدث فيها، لكنه استاء من دوره هذا، لاعتقاده أن الجمهور جاء لرؤية كاكيواكونابي، الهندي الغريب، وليس بيتر جونز، المسيحي الصالح الذي عمل بجد ليصبح ما هو عليه.
كان جونز أيضًا زعيمًا سياسيًا. ففي عام 1825، راسل الإدارة الهندية؛ كانت هذه الرسالة الأولى التي تتلقاها الدائرة من هندي. وجعلته هذه المراسلة على اتصال مع مشرف الإدارة الهندية جيمس جيفينز والأسقف النافذ جون ستراون، الذي نسق معه تمويل بعثة كريدت ودعمها. استقر هناك وعمل واعظًا وقائدًا للمجتمع المحلي، فاعتنقت مجموعة الميسيسوغا أسلوب الحياة الأوروبي القائم على الزراعة والمسيحية، مما مكنهم من التنافس مع المستوطنين البيض في كندا العليا. انتُخب زعيمًا للميسيسوغا في بعثة كريدت عام 1829 وعمل متحدثًا باسم الثلة عند تقديم التماس إلى الحكومة الاستعمارية وإداراتها. كان من بين جمهور المستمعين خلال جولاته البريطانية، الملك ويليام الرابع والملكة فيكتوريا، وقدم التماسًا مباشرًا إلى الأخيرة بشأن مسألة سندات ملكية للميسيسوغا في كندا العليا. فتمكن جونز خلال حياته من الحصول على بعض الامتيازات من مختلف الحكومات الإقليمية، مثل تسليم السيطرة على صناديق الميسيسوغا الائتمانية في كريدت إلى زعمائهم، لكنه لم يتمكن من تأمين سندات الملكية لمستوطنة كريدت. وفي عام 1847، قاد جونز الثلة للانتقال إلى نيو كريدت على أرض تبرعت بها محمية الأمم الست، التي كانت قادرة على تزويد الميسيسوغا بسندات الملكية. تمكن الميسيسوغا في نيو كريدت منذ ذلك الحين من الاحتفاظ بملكية الأرض، حيث يبقون. كانت صحة جونز تتراجع على مدار عدة سنوات قبل الانتقال إلى نيو كريدت، ولم يكن قادرًا على مرافقتهم إلى مستوطنة غير مشيدة، وتقاعد في مزرعة قريبة خارج برانتفورد في كندا الغربية، حيث توفي في صيف عام 1856.

## الكهنوت

### الاعتناق
انجذب جونز إلى العقيدة الميثودية لأنها دعت إلى الامتناع عن المسكرات وأوجبت ضرورة اعتناق الهنود لأسلوب حياة المستوطنين البيض. وفي يونيو 1823، حضر اجتماعًا في مخيم تابع للكنيسة الأسقفية الميثودية في بلدة أنكاستر، مع أخته غير الشقيقة ماري. فأثر الاجتماع بجونز، الذي اعتنق المسيحية هناك. وفي ذلك الوقت، رأى القس ويليام كيس إمكانية تحويل هنود الميسيسوغا من خلال جونز. وسرعان ما تولى كيس دور المرشد لجونز المبشر. نظرًا لأن جونز كان ثنائي اللغة وثنائي الثقافة، فأمكنه التحدث والتواصل مع الميسيسوغا والمستوطنين المسيحيين البيض في كندا العليا. ولاحقًا في ذلك العام، أعد القس ألفين توري محفلًا تمركز حول جونز والزعيم توماس ديفيس (تيهواغيرين غاراكوين) ويضم أعضاء هنودًا بأكمله. شجع الثنائي الهنود المعتنقين للمسيحية على الاستقرار حول منزل ديفيس، الذي اكتسب اسم «قرية ديفيس» أو «ديفيس فيل». عمل جونز وسيث كروفورد على إعطاء الدروس في مدرسة الأحد للمجتمع المتنامي، الذي شرع ببناء كنيسة صغيرة في ربيع عام 1824. وسرعان ما جرى تحويل العديد من أقارب جونز وانتقلوا إلى قرية ديفيس، بمن فيهم والدته توبناينكواي وابنتها ويشي كيويكا باويكا والزعيم واجيزيغوم («من يكسب النهار») وزوج ويشي كيويكا باويكا وخال جونز، جوزيف سوير (ناواجي جيزيغوابي «المستريح بالجلوس على السماء»). تلقى جونز أول منصب رسمي له في الكنيسة - داعية - في 1 مارس 1825. تحدث من خلال هذا المنصب في القداس بعد الواعظين المحليين وساعد الواعظين المتنقلين أثناء جولاتهم الدورية. أدرك مسؤولو الكنيسة، بمن فيهم توري وكيس، الحاجة إلى عضو يجيد لغة الأوجيبوا ليتمكن من ترجمة الترانيم ومقاطع الكتاب المقدس، وشرح الدين المسيحي للهنود بمصطلحات يفهمونها. عُين جونز للعمل مدرسًا في بعثة النهر الكبير. بدأ في تلك الفترة بالتحدث إلى المجموعات حول الميثودية. وفي عام 1824، جاء بعض من أقاربه لرؤيته يتحدث ومكثوا مع بعثة النهر الكبير حتى يتمكنوا من تسجيل أطفالهم في مدرسة جونز النهارية. كلف الميثوديون في كندا العليا جونز، إلى جانب شقيقه جون، بالبدء في ترجمة الأعمال الدينية والتعليمية إلى لغة الأوجيبوا بهدف استخدامها في مدارس الميثوديين. وفي عام 1825، اعتنق أكثر من نصف ثلته المسيحية، وقرر جونز تكريس حياته للعمل التبشيري.

### بعثة كريدت
في عام 1825، كتب جونز رسالة إلى وكيل الهنود جيمس جيفينز بخصوص تسليم هبات هذا العام (المستحقة على المشتريات العديدة للأراضي) إلى الميسيسوغا. كانت أول رسالة يتلقاها جيفينز من هندي. فرتب جيفينز للقاء جونز خلال الأسبوع الثاني من يوليو. وصل جونز إلى نهر هامبر في الوقت المحدد، وقاد نحو 50 هنديًا مسيحيًا، ووصل والده السابق بالتبني الكابتن جيم يقود نحو 150 هنديًا غير مسيحي. وفي هذا الاجتماع، جرى تحويل 50 آخرين من نحو 200 هندي من ثلة جونز. رافق جيفينز العديد من أعضاء الطبقة الأرستقراطية في كندا العليا، بمن فيهم الأسقف جون ستراون. أعطت ثلة جونز من المعتنقين بلباسهم المسيحي وأسلوبهم، بما في ذلك غنائهم للترانيم، التي ترجمها جونز إلى لغة الأوجيبوا، انطباعًا إيجابيًا عن المجموعة لدى ستراون والقادة السياسيين الآخرين الحاضرين. على الرغم من أن ستراون، وهو أنجليكاني، كان يستنكر الميثوديين بشدة، إلا أنه رأى في جونز فرصة لتنصير هنود كندا العليا. كان يأمل في تحويل جونز (وبالتالي أتباعه) إلى الأنجليكانية في وقت لاحق. كان التاج قد وافق سابقًا على بناء قرية على نهر كريدت للميسيسوغا في عام 1820، ولكن أيًا من ذلك لم يُنفذ. أخبر ستراون جونز أنه سيفي بهذه الاتفاقية، وبعد اجتماع قصير، وافق جميع الهنود المسيحيين على قبولها. سرعان ما بدأ بناء المستوطنة، التي سُميت بعثة كريدت، وانتقل جونز إلى هناك عام 1826. بحلول صيف عام 1826، ومع استمرار بناء المستوطنة على قدم وساق، انضم باقي أعضاء الثلة إلى الكنيسة الميثودية واستقروا في بعثة كريدت. وكان من بين آخر الرافضين والد جونز السابق بالتبني، الكابتن جيم، وعائلته. وفي ذلك الوقت تقريبًا عُين القس الميثودي إيغيرتون رايرسون إلى بعثة كريدت، وسرعان ما صادقه جونز. أتاح عمل رايرسون في المعسكر فرصة لجونز بالشروع في بعثات تبشيرية مطولة إلى أجزاء أخرى من كندا العليا. وخلال الفترة الممتدة بين 1825 - 1827، انطلق جونز في بعثات تبشيرية إلى كوينتي ومونسيتاون وبحيرة رايس وبحيرة سيمكو. ألقى عظاته بلغته الأم، فكان ذلك عاملًا أساسيًا لمساعدة الهنود على فهم المسيحية وقبولها؛ سرعان ما اعتنقت مجموعات صغيرة من الهنود في هذه المناطق المسيحية.